# Кент (Ајова)
Кент (енгл. Kent) насељено је место без административног статуса у америчкој савезној држави Ајова.

## Демографија
По попису из 2010. године број становника је 61, што је 9 (17,3%) становника више него 2000. године.
| Група             | 2000.       | 2010.       |
| Белци             | 52 (100,0%) | 61 (100,0%) |
| Афроамериканци    | 0 (0,0%)    | 0 (0,0%)    |
| Азијати           | 0 (0,0%)    | 0 (0,0%)    |
| Хиспаноамериканци | 0 (0,0%)    | 0 (0,0%)    |
| Укупно            | 52          | 61          |